# Обиньоск
Обиньо́ск (фр. Aubignosc, окс. Aubinhòsc) — коммуна во Франции, находится в регионе Прованс — Альпы — Лазурный Берег. Департамент коммуны — Альпы Верхнего Прованса. Входит в состав кантона Волон. Округ коммуны — Форкалькье.
Код INSEE коммуны — 04013.

## Население
Население коммуны на 2008 год составляло 552 человека.
| 1962 | 1968 | 1975 | 1982 | 1990 | 1999 | 2008 |
| ---- | ---- | ---- | ---- | ---- | ---- | ---- |
| 169  | 192  | 262  | 286  | 403  | 428  | 552  |

## Климат
Климат средиземноморский. Лето жаркое и сухое, зима прохладная, часто бывают заморозки.
| Показатель                        | Янв. | Фев. | Март | Апр. | Май  | Июнь | Июль | Авг. | Сен. | Окт. | Нояб. | Дек. | Год  |
| --------------------------------- | ---- | ---- | ---- | ---- | ---- | ---- | ---- | ---- | ---- | ---- | ----- | ---- | ---- |
| Средний суточный максимум, °C     | 8,6  | 10,9 | 15,4 | 16,9 | 21,4 | 25,8 | 29,3 | 28,9 | 24,0 | 18,5 | 12,7  | 9,3  | 18,5 |
| Средняя температура, °C           | 4,3  | 6,2  | 8,2  | 11,1 | 15,1 | 19,3 | 22,4 | 22,0 | 18,0 | 13,4 | 8,2   | 5,2  | 12,8 |
| Средний суточный минимум, °C      | −0,0 | 0,5  | 3,0  | 5,4  | 8,9  | 12,8 | 15,4 | 15,2 | 12,0 | 8,2  | 3,8   | 1,1  | 7,2  |
| Норма осадков, мм                 | 26,9 | 24,3 | 23,8 | 44   | 40   | 27,9 | 20,9 | 32,7 | 45,9 | 53,5 | 52,4  | 31,7 | 424  |
| Источник: Relevé météo de Volonne |      |      |      |      |      |      |      |      |      |      |       |      |      |

## Экономика
В 2007 году среди 355 человек в трудоспособном возрасте (15—64 лет) 275 были экономически активными, 80 — неактивными (показатель активности — 77,5 %, в 1999 году было 73,7 %). Из 275 активных работали 255 человек (142 мужчины и 113 женщин), безработных было 20 (7 мужчин и 13 женщин). Среди 80 неактивных 23 человека были учениками или студентами, 39 — пенсионерами, 18 были неактивными по другим причинам.

## Достопримечательности
- Церковь Сен-Жюльен (1662 год)
- Церковь Рождества Богородицы (1754 год)